# Ludwig Theodor Choulant

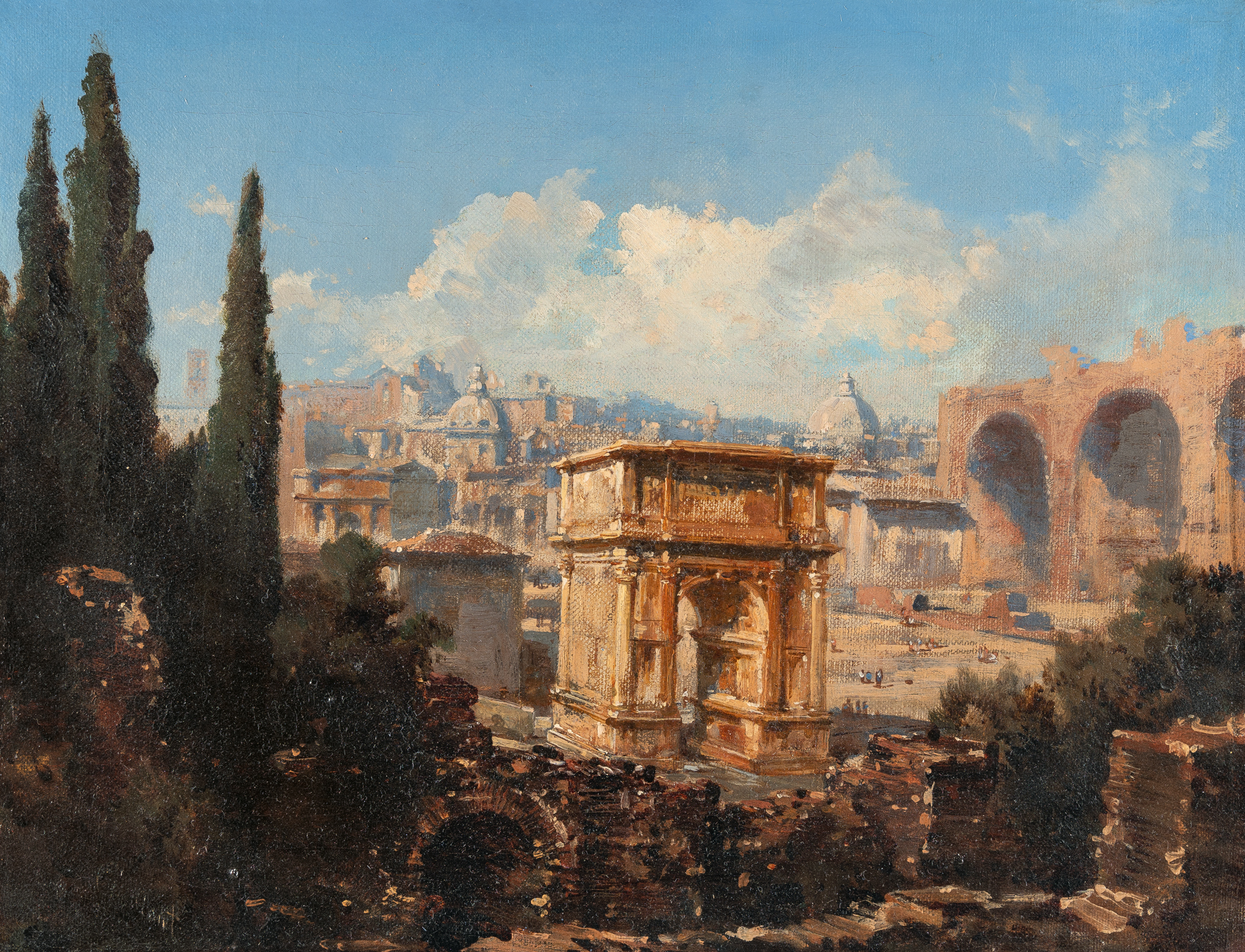
Blick über das Forum Romanum in Rom

Ludwig Theodor Choulant (* 18. Juli 1827 in Dresden; † 12. Juli 1900 ebenda) war ein deutscher Maler, Architekturmaler und Architekt.

## Leben und Wirken
Ludwig Theodor Choulant war der Sohn des Arztes Johann Ludwig Choulant (1791–1861). Er studierte zunächst am Dresdner Polytechnikum und ab 1846 an der Dresdner Kunstakademie. 1849 war er Meisterschüler bei Gottfried Semper und unternahm 1850/51 die erste Studienreise nach Italien und Sizilien. In den Jahren 1858–1861 weilte er zu einem längeren Aufenthalt in Rom, auf weiteren Reisen 1864, 1873 und 1874 studierte er auch Bauwerke in Venedig, Florenz und anderen italienischen Städten. Im Jahr 1868 wurde er königlich-sächsischer Hofmaler und war von 1885 bis 1888 Lehrer für Perspektive an der Dresdner Akademie. Bis 1890 war er Mitglied im Sächsischen Altertumsverein. Choulant starb 1900 in Dresden und wurde auf dem Alten Annenfriedhof in Dresden beigesetzt, sein Grab existiert nicht mehr.

## Bauten
Als Architekt leitete er den Bau einer katholischen Kirche in Dresden und baute die Diakonissenkapelle sowie Villen.
- St. Franziskus-Xaverius-Kirche in Dresden (1852/53), 1945 zerstört, 1957 abgerissen[4]
- Diakonissenkapelle[2] in Dresden (1856/1857), 1945 zerstört

## Bildnerisches Schaffen

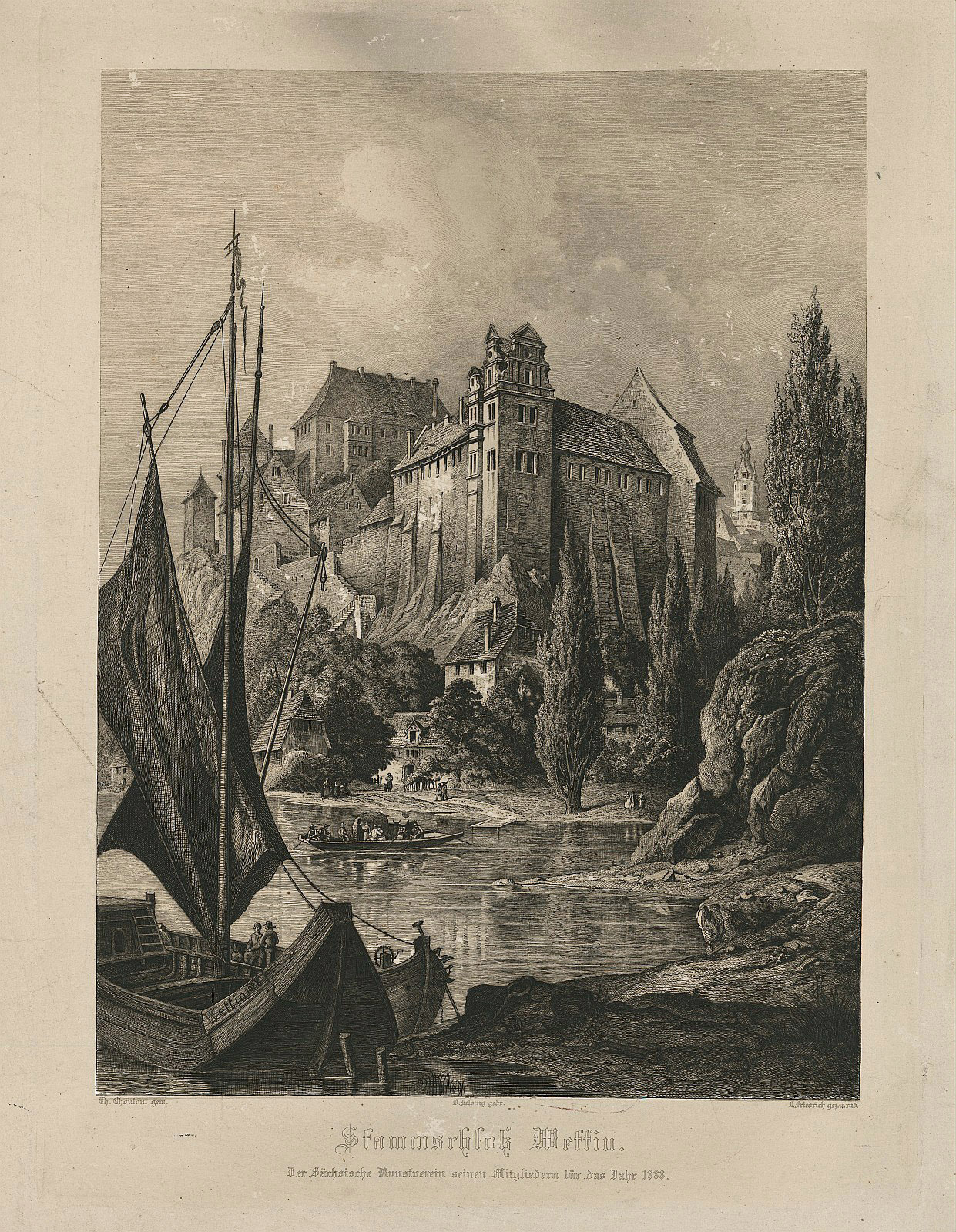
Stammschloss Wettin

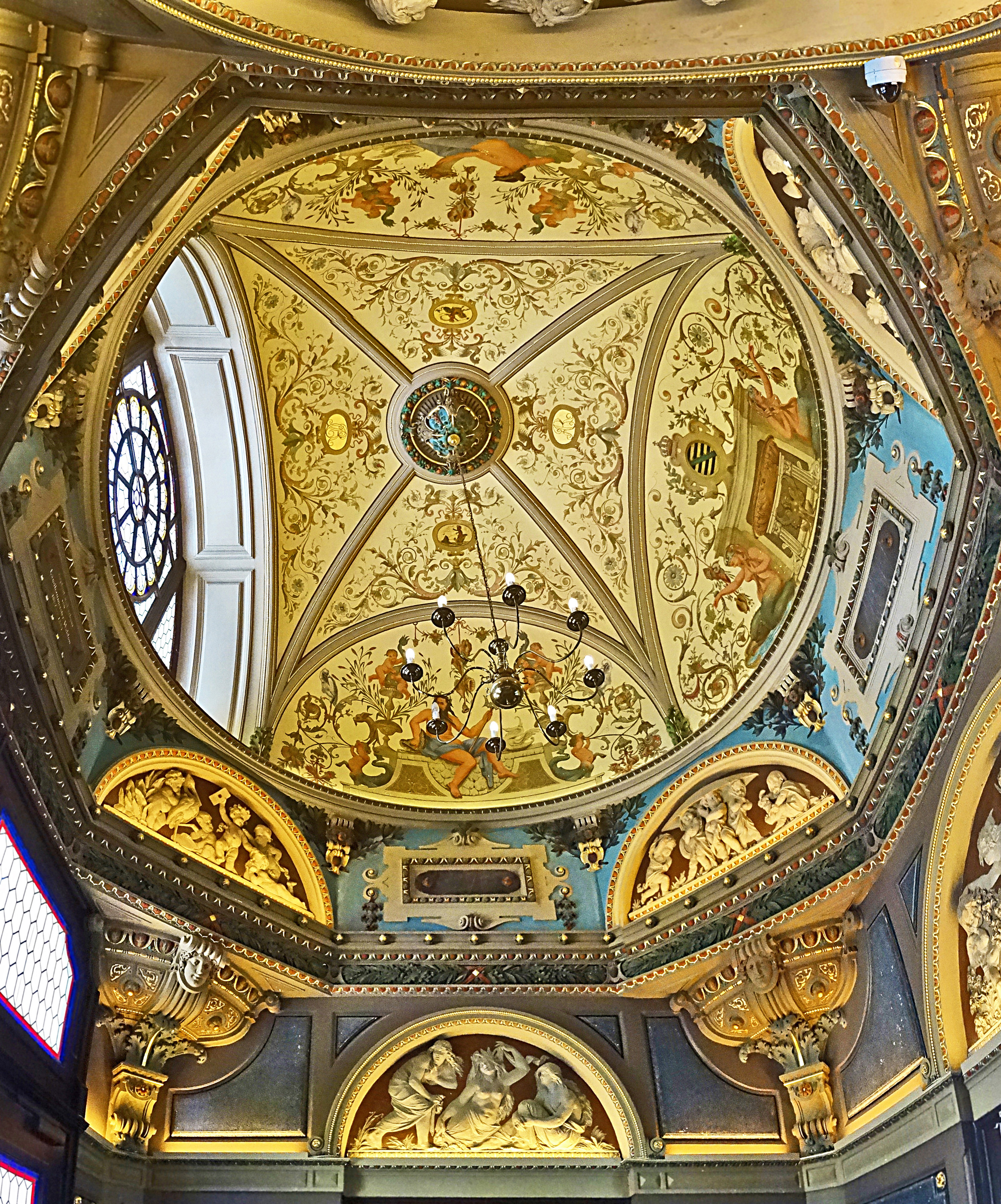
Waldkuppel im König-Albert-Bad (Bad Elster)

Ab 1854 war Choulant auf den akademischen Kunstausstellungen in Dresden vertreten. Gezeigt wurden dabei meist Motive von Bauwerken, die er auf  seinen Reisen nach Italien besucht hatte. Ab 1871 zeigte er auch heimische Motive, z. B. das Bild Albrechtsburg zu Meißen. Seine Bilder wurden wegen ihrer Zeichnung und Farbwirkung gerühmt. Im Wappensaal der Albrechtsburg in Meißen hatte Choulant die acht Stammburgen der Wettiner dargestellt.
Eine Übersicht über Choulants umfangreiches künstlerisches Werk gibt Friedrich von Boetticher. sowie eine Übersicht seiner Werke in den Staatlichen Kunstsammlungen Dresden.
Seine bekanntesten Ölbilder sind:
- Albrechtsburg zu Meißen[8]
- Tiberinsel in Rom[9]
- Sant’ Anastasia in Verona
- Engelsburg in Rom
- Blick auf Venedig[10]

Weitere Werke:
- Entwurf für einen Gedenkstein auf dem St.-Pauli-Friedhof in Dresden (Kriegerdenkmal) (1874)[11]
- Doppelkapelle Landsberg (1875)[12]
- Stammschloss Wettin[13]
- Ausmalung des oberen Vestibüls im Königlichen Opernhaus (1875)[14]
- Königsloge im Königlichen Opernhaus in Dresden (1878)[15]
- Gestaltung der kunstvoll verzierten Kuppel (Waldkuppel) über der hinteren Eingangshalle im König-Albert-Bad, Bad Elster (1882/83)[16]

Für den Kunstband Venedig (erschienen bei Bruckmann in München, 1892) lieferte er zahlreiche Zeichnungen.